# Землетрясение в Гаосюне
Землетрясение в Гаосюне 2016 года произошло 6 февраля в 03:57:27 по местному Тайваньскому времени (UTC+8:00). Магнитуда достигла 6,4 по шкале Рихтера. Гипоцентр располагался на глубине 10 км. Эпицентр в районе Мэйнун, в городе центрального подчинения Гаосюн, на расстоянии 31 км на юго-восток от города Тайнань. Погибло по меньшей мере 116 человек, пострадало — 422 человека.

## Разрушения
Землетрясение произошло глубокой ночью, когда большинство людей спали.
Наибольшие разрушения произошли в мегаполисе Тайнань, который расположен за 31 км к юго-востоку от эпицентра. Были разрушены несколько многоэтажек, сотни человек попали под завалы. Катастрофа произошла за два дня до Китайского Нового года; из-за празднования во многих домах были многочисленные гости, поэтому неизвестное количество людей пропало без вести. Местная власть отмечает, что неизвестна судьба по меньшей мере ста человек. Большинство погибших (114 из 116) были извлечены из под завалов разрушенного 16-этажного жилого комплекса.

## Афтершоки
В течение нескольких часов было ещё 5 меньших землетрясений (афтершоки), толчки от которых ощущались даже в столице — Тайбэе, которая расположена за 300 км на север.

## Землетрясения на Тайване
4 марта 2010 года там же, в Гаосюне, произошло похожее по мощности землетрясение (6.4 Mw). Землетрясение произошло в малолюдном горном районе, поэтому никто не погиб, хотя и пострадало 96 человек.
21 сентября 1999 года в центральных районах Тайваня произошло разрушительное землетрясение, силой 7.7 Mw, из-за которого погибло 2415 человек.